# Air Ocean Airlines
Az Air Ocean Airlines ukrán belföldi légitársaság, amelyet 2020. augusztus 27-én alapítottak. Első járatát 2021. október 30-án indította el a Kijev–Mikolajiv vonalon. Bázisrepülőtere a Kijevi nemzetközi repülőtér. 2022. január 15-től ideiglenesen szünetelteti a járatait.

## Története
A légitársaság azt követően jött létre, hogy Volodimir Zelenszkij elnök 2020 áprilisában egy kizárólag hazai fejlesztésű, Antonov típusú repülőgépeket üzemelétető légitársaság létrehozását szorgalmazta. A cégforma korlátolt felelősségű társaság, alaptőkéje a létrehozásakor 100 ezer hrivnya volt. A cég tulajdonosa Roman Trohimcsuk, az igazgatója Mikola Melnicsenko. A légitársaság 2021. október 27-én kapta meg a légifuvarozási engedélyét az Ukrán Állami Légügyi Szolgálattól (Derzsaviaszluzsba).
A légitársaság két használt, Oroszországban, a Voronyezsi Repülőgépgyárban gyártott An–148–100E regionális utasszállító repülőgéppel kezdte meg a működését, majd 2021 végéig még egy újabb An–148-as érkezik a légitársasághoz. Ezeket a gépeket korábban az orosz Angara Airlines légitársaság üzemeltette (RA-61709, RA-61710 és RA-61713 lajstromjellel). A gépek a Cyprus Aircraft Leasing 2 cég tulajdonában állnak. A légitársaság  a későbbiekben tíz darabot tervez üzembe állítani az An–148-asból és később az An–158-as használatát is tervezik.
A légitársaság 2021. november 21-én indította el a Kijev–Zaporizzsja, majd november 22-én a Kijev–Lviv menetrend szerinti járatát.
2021. november végén indult el a Kijev–Csernyivci járat, amelyet a légitársaság a Motor Szics légitársaságtól bérelt An–24-es repülőgéppel teljesített. A járatot azonban decemberben felfüggesztették a repülőtér rossz téli üzemelési viszonyonyai miatt.
A légitársaság 2022. január 15-én március 15-ig ideiglenesen felfüggesztette járatainak az üzemeltetését. Ezt a további repülőgépek üzembe állításának a késésével, valamint a meglévő két repülőgép karbantartási munkáilatainak szükségességével magyarázta.

## Flotta
- An–148–100E – 2 db (UR-CTC, UR-CTF)

## Célállomások[8]
- Mikolajiv
- Zaporizzsja (Kijevből és Lvivből)
- Lviv
- Harkiv (Kijevből es Lvivbôl)
- Ivano-Frankivszki
- Csernyivci